# Girls (film fra 1919)
Girls er en amerikansk stumfilm fra 1919 af Walter Edwards.

## Medvirkende
- Marguerite Clark som Pamela Gordon
- Mary Warren som Violet
- Helene Chadwick som Kate West
- Harrison Ford som Edgar Holt
- Lee Hill som Frank Loot